# Premio Salem
El Premio Salem, fundado por la viuda de Raphaël Salem, se concede cada año a jóvenes matemáticos que hayan realizado trabajos notables en areas de análisis. Actualmente es administrado por el Instituto de Estudios Avanzados en Princeton.

## Galardonados
- 1968 Nicholas Varopoulos
- 1969 Richard Hunt
- 1970 Yves Meyer
- 1971 Charles Fefferman
- 1972 Thomas Körner
- 1973 E. M. Nikishin
- 1974 Hugh Montgomery
- 1975 William Beckner
- 1976 Michael R. Herman
- 1977 S. V. Bockarev
- 1978 Björn E. Dahlberg
- 1979 Gilles Pisier
- 1980 Stylianos Pichorides
- 1981 Peter Jones
- 1982 Alexei B. Aleksandrov
- 1983 Jean Bourgain
- 1984 Carlos Kenig
- 1985 Thomas Wolff
- 1986 Nikolai Makarov
- 1987 Guy David y Jean Lin Journe
- 1988 Alexander Volberg y Jean-Christophe Yoccoz
- 1989 ningún premiado
- 1990 Sergei Konyagin
- 1991 Curtis T. McMullen
- 1992 Mitsuhiro Shishikura
- 1993 Sergei Treil
- 1994 Kari Astala
- 1995 Hakan Eliasson
- 1996 Michael Lacey y Christoph Thiele
- 1997 ningún premiado
- 1998 Trevor Wooley
- 1999 Fedor Nazarov
- 2000 Terence Tao
- 2001 Oded Schramm y Stanislav Smirnov
- 2002 Xavier Tolsa
- 2003 Elon Lindenstrauss y Kannan Soundararajan
- 2004 ningún premiado
- 2005 Ben Green
- 2006 Stefanie Petermichl y Artur Avila
- 2007 Akshay Venkatesh
- 2008 Bo'az Klartag y Assaf Naor
- 2009 ningún
- 2010 Nalini Anantharaman
- 2011 Zhan Dapeng y Julien Dubedat[3]
- 2012 No premiado
- 2013 Larry Guth[4]
- 2014 Dmitry Chelkak[5]
- 2015 No premiado
- 2016 Maryna Viazovska[6]
- 2017 No premiado
- 2018 Alexander Logunov[7]
- 2023 Sarah Peluse y Julian Sahasrabudhe[8]
- 2024 Miguel Walsh y Yilin Wang [9]